# 안도 마사시
안도 마사시(安藤雅司, 1969년 1월 17일 ~ )는 일본의 애니메이터, 캐릭터 디자이너, 영화 제작자이다.
미야자키 하야오, 곤 사토시, 신카이 마코토와 함께 작업한 것으로 유명하다. 역대 일본 영화 흥행 상위 5위 안에 드는 4개 애니메이션 영화 중 3개(모노노케 히메, 센과 치히로의 행방불명, 너의 이름은.)의 애니메이션 감독이자 캐릭터 디자이너였다.

## 작품

### 영화
- 추억은 방울방울
- 붉은 돼지
- 바다가 들린다
- 폼포코 너구리 대작전
- 귀를 기울이면 (영화)
- 모노노케 히메
- 이웃집 야마다군
- 센과 치히로의 행방불명
- 크리스마스에 기적을 만날 확률
- 이노센스 (2004년 일본 영화)
- 철근 콘크리트 (시리즈)
- 파프리카 (2006년 영화)
- 에반게리온: Q
- 모모와 다락방의 수상한 요괴들
- 가구야 공주 이야기
- 추억의 마니
- 더 라스트: 나루토 더 무비
- 미스 호쿠사이
- 너의 이름은.
- 낮잠공주: 모르는 나의 이야기
- 메리와 마녀의 꽃
- 사슴의 왕

### TV 시리즈
- 쾌걸 조로 (애니메이션)
- 오버맨 킹게이너
- 망상대리인
- 공각기동대 STAND ALONE COMPLEX
- 전뇌 코일
- 토끼 드롭스

### OVA
- 애니매트릭스

### 뮤직 비디오
- 온 유어 마크

### 웹 애니메이션
- 일본 애니메(이터) 견본시